# Ipercolesterolemia
Per ipercolesterolemia si intende un eccesso di colesterolo nel sangue (colesterolemia). Poiché il colesterolo plasmatico è presente in diverse classi di lipoproteine circolanti, di solito viene specificato se si tratta di un aumento del colesterolo plasmatico totale (CT) o del solo colesterolo trasportato dalle lipoproteine a bassa densità (LDL), comunemente definito "colesterolo cattivo". L'ipercolesterolemia, soprattutto quella da LDL, rappresenta uno dei maggiori fattori di rischio per le malattie cardiovascolari su base aterosclerotica (cardiopatia ischemica e ictus ischemico).

## Colesterolemia
Il colesterolo, come tutti i lipidi, non è solubile in acqua, per cui il suo trasporto nel sangue viene veicolato da proteine, chiamate apolipoproteine (APO). Il complesso formato dalle apolipoproteine, dal colesterolo, da trigliceridi e da fosfolipidi costituisce le lipoproteine, particelle relativamente voluminose che circolano nel sangue allo scopo di trasportare i grassi verso tutti i tessuti.
In condizioni di digiuno (cioè quando si effettuano le analisi), il colesterolo presente nel sangue è per la maggior parte (60-75%) quello trasportato dalle LDL, per cui il dosaggio del colesterolo plasmatico totale è un indice, anche se molto approssimativo, del colesterolo LDL. Tuttavia, poiché una buona percentuale di colesterolo è trasportato anche da altre lipoproteine (VLDL e HDL), per una più esatta valutazione della colesterolemia è necessario dosare l livelli di colesterolo totale e HDL e calcolare quelli delle LDL. La formula di Friedewald è usata per il calcolo del colesterolo LDL (C-LDL), a condizione che la concentrazione plasmatica dei trigliceridi (TG) sia <400 mg/dl: C-LDL = CT - (TG/5 + C-HDL). Questa modalità permette di distinguere il colesterolo LDL (colesterolo "cattivo") da quello HDL (colesterolo "buono"). In caso di livelli di trigliceridi >400 mg/dl è preferibile misurare le LDL con metodi diretti.
Le LDL sono un prodotto del metabolismo delle VLDL di sintesi epatica (entrambe contengono ApoB100) e trasportano il colesterolo dal fegato ai tessuti, dove esso viene utilizzato per una varietà di processi; quando però le LDL sono presenti in concentrazioni eccessive, il loro accumulo nella parete arteriosa promuove lo sviluppo dell'aterosclerosi. Al contrario, le HDL sono responsabili del "trasporto inverso" del colesterolo, cioè rimuovono il colesterolo in eccesso dai tessuti e lo trasportano al fegato. Di qui viene eliminato nel lume intestinale in parte come sali biliari e in parte come colesterolo libero. Le HDL svolgono quindi una funzione protettiva sullo sviluppo delle malattie cardiovascolari. Un eccesso di colesterolo HDL è pertanto un fattore favorevole.
La misurazione della concentrazione plasmatica di ApoB100 fornisce l'indicazione del numero di particelle VLDL e LDL circolanti.
In fase post-prandiale, nel sangue prevale invece il colesterolo trasportato dalle lipoproteine di origine intestinale (chilomicroni), che contengono ApoB48. Il loro dosaggio viene effettuato soltanto in situazioni particolari.

## Valori ottimali di colesterolemia
La soglia per diagnosticare l'ipercolesterolemia è posta a 240 mg/dl (6.21 mM) a digiuno da 12 ore. La Consensus Conference NIH (National Institutes of Health) del 1984 aveva infatti definito come ipercolesterolemia una concentrazione plasmatica di colesterolo maggiore di 240 mg/dl nei soggetti con più di 40 anni.
Le evidenze successivamente raccolte hanno tuttavia chiarito che è impossibile parlare di valori "normali" di colesterolo. Si preferisce invece parlare di valori "ottimali" di colesterolo in rapporto al "rischio cardiovascolare globale" del singolo soggetto, cioè il rischio calcolato tenendo conto dell'insieme dei singoli fattori di rischio presenti.
Attualmente si ricorre alle carte del rischio cardiovascolare (rischio CV), grazie alle quali è possibile risalire ai valori ideali di colesterolemia in base alla percentuale di rischio di sviluppare un evento cardiovascolare in 10 anni. I principali algoritmi utilizzati per la valutazione del rischio CV sono Framingham Risk Score (USA), SCORE (Europa), QRISK (UK), ASSIGN (Scozia) e CUORE (Italia). La presenza di alti livelli di HDL (>60 mg/dl) costituisce un fattore protettivo, per cui si parla di fattore di rischio negativo e si sottrae una unità al numero dei fattori di rischio del soggetto in esame. I soggetti che hanno un rischio del 20% o superiore sono considerati equivalenti ai soggetti con cardiopatia ischemica, per i quali è consigliata una colesterolemia di 100 mg/dl di LDL o meno e preferibilmente di 70 mg/dl o meno.
Nell'ambito del Framingham Heart Study sono state elaborate tabelle di calcolo del rischio CV a lungo termine (30 anni).
Le linee guida National Cholesterol Education Program (NCEP) Adult Treatment Panel III (ATP III) del 2001-2004 hanno indicato come target i seguenti valori di colesterolo LDL:
- i valori ideali di colesterolemia in un soggetto senza fattori di rischio cardiovascolare o con un solo fattore corrispondono a 160 mg/dl di colesterolo LDL o meno
- i valori ideali in un soggetto con più di 1 fattore di rischio sono di 130 mg/dl di LDL o meno
- i valori ottimali per un soggetto con cardiopatia ischemica o diabete sono 100 mg/dl di LDL o meno.

Nel 2013 un comitato di esperti dell'American College of Cardiology/ American Heart Association (ACC/AHA) ha redatto delle nuove linee guida che si discostano nettamente da quelle ATP, in quanto indicano 4 categorie di soggetti per i quali è necessario iniziare il trattamento farmacologico senza però fissare i valori target di LDL della terapia: pregressa malattia CV, diabete, soggetti con LDL >190 mg/dl, soggetti con rischio a 10 anni >7,5%.

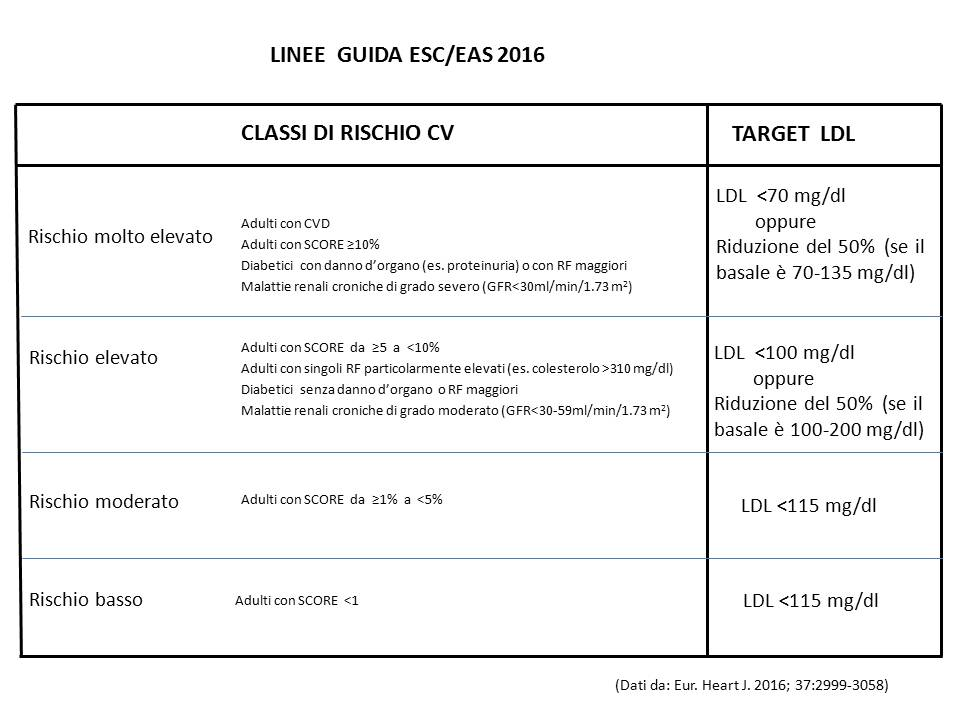
CVD = cardiovascular disease. GFR = glomerular filtration rate. RF = risk factors.

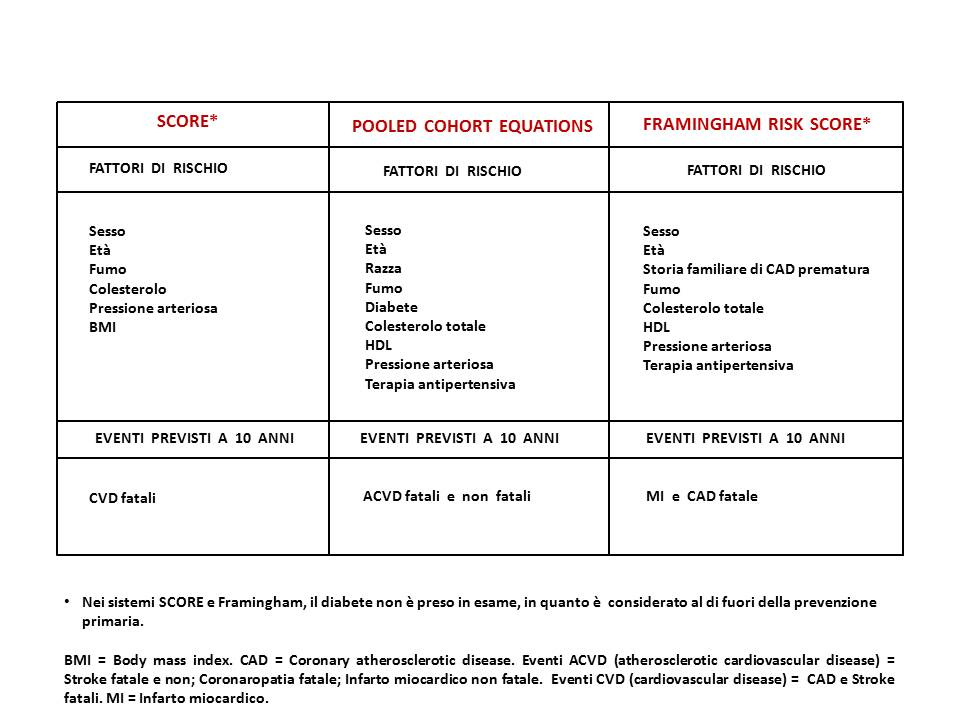
Confronto fra tre principali sistemi di calcolo del rischio CV

Nel 2014 sono state pubblicate le linee guida del National Institute for Health and Care Excellence (NICE) che utilizzano le tabelle di rischio QRISK2.
Nel 2019 sono state elaborate le linee guida europee European Society of Cardiology/European Atherosclerosis Society (ESC/EAS) che impiegano le tabelle di rischio Systemic Coronary Risk Estimation (SCORE).
Le linee guida ESC/EAS 2019 stabiliscono i seguenti target per le LDL:
- Rischio basso: LDL <116 mg/dl
- RIschio moderato: LDL <100 mg/dl
- Rischio elevato: LDL <70 mg/dl
- Rischio molto elevato: LDL <55 mg/dl (<40 mg/dl se il paziente va incontro a un altro evento cardiovascolare)

## Epidemiologia
L'Osservatorio Epidemiologico Cardiovascolare/Health Examination Survey (OEC/HES) è stata una vasta indagine epidemiologica condotta nel 2008-2012 in 23 comuni italiani di tutte le regioni. In totale sono stati esaminati oltre 9000 individui di età tra 25 e 79 anni. Nei soggetti tra i 34 e 75 anni la prevalenza di ipercolesterolemia (≥240 mg/dl) è stata del 34% negli uomini e del 36% nelle donne. Nella fascia di età 35-69 anni, sono risultati a rischio elevato (≥5% SCORE, ≥20% CUORE) l’8.5% degli uomini e l’1.1% delle donne.

## Dieta e colesterolo
I principali componenti della dieta che innalzano i livelli plasmatici delle LDL sono gli acidi grassi saturi, gli acidi grassi trans-monoinsaturi e, in minor misura, il colesterolo; i componenti che abbassano le LDL comprendono gli acidi grassi polinsaturi e, in minor grado, le fibre e le proteine della soia. Gli acidi grassi monoinsaturi, quale l'acido oleico, hanno un effetto neutro sulla colesterolemia.
L'effetto dei grassi saturi sul metabolismo delle LDL sembra legato principalmente alla riduzione del numero dei recettori per le LDL.
I grassi saturi sono particolarmente abbondanti nella carne, nel latte e derivati, nelle uova. Al contrario i grassi polinsaturi, ricchi di doppi legami, contenuti negli oli vegetali e nel pesce, svolgono un ruolo protettivo nei confronti dell'ipercolesterolemia; fa eccezione l'olio d'oliva, poiché l'acido oleico contiene un solo doppio legame.
Gli acidi grassi polinsaturi omega-3, contenuti nell'olio di pesce, oltre a ridurre la colesterolemia abbassano il rischio cardiovascolare attraverso molteplici azioni.
L'eccesso di carboidrati nella dieta, specialmente quelli ad alto indice glicemico, provoca l'aumento del colesterolo attraverso una serie complessa di meccanismi.
Nelle ricerche sui rapporti tra dieta e cardiopatia ischemica, "l'ipotesi del colesterolo" ha dominato per decenni: il colesterolo della dieta è stato considerato il principale responsabile della colesterolemia. Negli anni cinquanta, tuttavia, gli studi sul metabolismo di Groen nei Paesi Bassi e di Kinsell, Ahrens e Keys in USA hanno chiarito che gli acidi grassi saturi della dieta erano molto più importanti nell'innalzare la colesterolemia, specialmente quelli con 12-16 atomi di carbonio. Gli studi controllati sulla dieta, condotti tra il 1970 e il 1991, hanno confermato che il colesterolo totale è aumentato in misura maggiore da specifici acidi grassi saturi, piuttosto che dal colesterolo o dai carboidrati e che gli acidi grassi insaturi tendono ad abbassarlo. Questi trials hanno mostrato, inoltre, che tutti gli acidi grassi aumentano le HDL più dei carboidrati e che l'effetto diminuisce con il grado di insaturazione. Gli acidi grassi trans-monoinsaturi possono aumentare il colesterolo plasmatico e diminuire le HDL. Gli acidi grassi trans-monoinsaturi sono il prodotto della saturazione industriale degli acidi grassi polinsaturi nel processo di produzione della margarina.
Gli studi clinici, disegnati con lo scopo di valutare gli effetti del colesterolo della dieta sulla colesterolemia, hanno rilevato che esiste un rapporto positivo tra contenuto in colesterolo della dieta e aumento della colesterolemia. Una recente meta-analisi di questi trials (McNamara, 2000), comprendente 167 studi dal 1960 al 1999 per complessivi 3519 individui, ha stabilito che per ogni 100 mg di colesterolo dietetico giornaliero si verifica un aumento medio di 2,2 mg/dl di TC, di 1,9 mg/dl di LDL e di 0,4 mg/dl di HDL, ciò implica un aumento del rapporto LDL/HDL di 0,01 unità. Soltanto quando l'introito di colesterolo diviene particolarmente elevato (oltre 1200 mg giornalieri), l'incremento della colesterolemia rallenta progressivamente, probabilmente come conseguenza della progressiva saturazione dei meccanismi di assorbimento intestinale. Inoltre né il contenuto in grassi della dieta né il tipo di grassi assunti sembrano influenzare l'aumento della colesterolemia per ogni 100 mg di colesterolo della dieta. Risultati simili ha prodotto la meta-analisi di Weggemans (2001) nella quale il rapporto TC/HDL è aumentato di 0,04 unità per ogni 100 mg di colesterolo della dieta.
È stato stimato che il 15-25 % della popolazione ha una risposta esaltata al colesterolo dietetico, mentre la restante parte mostra una risposta attenuata, con una differenza tra i due gruppi di circa il 300%. L'efficienza dei meccanismi di feedback, che regolano il metabolismo del colesterolo, è probabilmente la responsabile delle variazioni individuali delle risposte al colesterolo dietetico.

## Colesterolemia e rischio cardiovascolare

### Studi epidemiologici
L'identificazione della colesterolemia quale fattore di rischio cardiovascolare (cioè un fattore che aumenta la probabilità di sviluppare un evento cardiovascolare) è il risultato di una lunga serie di studi epidemiologici che hanno messo in evidenza la correlazione, in soggetti esenti da malattie cardiovascolari al basale, tra colesterolemia ed eventi ischemici cardiovascolari, in primo luogo infarto del miocardio e mortalità cardiovascolare, della quale l'infarto miocardico e l'ictus cerebrale costituiscono le cause più frequenti.
Da questi studi è anche emerso chiaramente che i vari fattori di rischio esaminati (ipertensione, fumo, diabete, obesità, familiarità per cardiopatia ischemica e bassi livelli di HDL) si potenziano a vicenda, per cui tanto più numerosi sono i fattori di rischio in un singolo individuo, tanto maggiore sarà la probabilità di morte per cause cardiovascolari.
Nel 1990 Pekkanen, utilizzando i dati dello studio LRCPPS (Lipid Research Clinics Program Prevalence Study), ha definito una curva mortalità per cardiopatia ischemica/colesterolemia per i soggetti con pregressa cardiopatia ischemica. Questa curva presenta una crescita molto più ripida della mortalità con l'aumentare della colesterolemia, proprio per la presenza, nei soggetti cardiopatici, di fattori di rischio molteplici, che interagiscono sinergicamente.
In conclusione, gli studi epidemiologici hanno dimostrato che la colesterolemia totale e, soprattutto, i valori delle LDL e il rapporto LDL/HDL sono importanti fattori di rischio per le malattie cardiovascolari a carattere ischemico; tuttavia gli studi a carattere epidemiologico di per sé consentono soltanto di formulare delle ipotesi di probabilità, ma non sono in grado di dimostrare un rapporto di causa-effetto, in questo caso tra la colesterolemia e le malattie cardiovascolari.
A sostegno del ruolo causale della colesterolemia nella patologia cardiovascolare sopravvengono gli studi sperimentali (pur con i limiti del carattere sperimentale) e gli studi clinici. Gli studi sperimentali hanno accertato l'importanza delle LDL nella patogenesi dell'aterosclerosi, mentre gli studi clinici hanno dimostrato che la riduzione della colesterolemia si accompagna effettivamente ad una riduzione degli eventi cardiovascolari ischemici.

### Studi clinici
Lo scopo degli studi clinici di intervento è stato quello di ridurre con dieta o con farmaci la colesterolemia e di valutarne i risultati, confrontando l'incidenza degli eventi ischemici nei soggetti trattati rispetto ai soggetti di controllo trattati con placebo. Si parla di studi di prevenzione primaria quando i soggetti reclutati non presentano, in condizioni basali, segni di malattia (in questo caso cardiovascolare), mentre si definiscono studi di prevenzione secondaria quelli nei quali gli individui in esame sono già affetti da patologia.
Sebbene la grande maggioranza degli studi abbia dimostrato che la riduzione della colesterolemia si accompagna alla diminuzione degli eventi ischemici cardiaci (fatali e non fatali), fra tutti gli studi condotti prima del 1994 (anno della pubblicazione dello studio 4 S, primo grande trial con statine), soltanto in due studi di prevenzione secondaria si era avuta una riduzione significativa della mortalità per cardiopatia ischemica (Newcastle Study, con clofibrato, 1971; Stockholm Ischaemic Heart Disease Secondary Prevention Study, studio in aperto con clofibrato più acido nicotinico, 1988) e in uno solo si era ridotta in modo significativo la mortalità totale (Stockholm Ischaemic Heart Disease Secondary Prevention Study, 1988). Per una corretta interpretazione dei risultati dei trials clinici, è però opportuno considerare che:
1. la mortalità per cardiopatia ischemica in soggetti non coronaropatici (come nel caso della prevenzione primaria) rappresenta il 50% della mortalità totale, mentre negli individui coronaropatici ne costituisce l'80%
2. la riduzione della colesterolemia totale con farmaci diversi dalle statine è relativamente modesta, circa il 10%
3. nei gruppi trattati, la riduzione assoluta (rischio assoluto) della mortalità cardiovascolare è di pochi punti percentuali, anche se in termini di riduzione relativa (rischio relativo) la percentuale può superare il 20-30 %
4. nei pazienti trattati con terapie diverse dalle statine l'impatto della mortalità non-coronarica sulla mortalità totale risulta avere un peso maggiore, a causa della relativamente modesta riduzione della mortalità coronarica.

I risultati degli studi clinici condotti con le statine hanno definitivamente dimostrato che la riduzione farmacologica della colesterolemia determina una diminuzione degli eventi ischemici e (nel caso del 4S, del WOSCOP (p=0.051), del LIPID e dell'HPS) un aumento della sopravvivenza rispetto ai soggetti non trattati, confermando così l'importanza della colesterolemia quale fattore di rischio cardiovascolare.

## Basi fisiopatologiche dell'ipercolesterolemia
Il colesterolo alimentare (colesterolo esogeno) è assorbito dall'intestino ed è incorporato, insieme a trigliceridi, fosfolipidi e apolipoproteine (principalmente APOB 48) nei chilomicroni formati dalle cellule epiteliali della mucosa intestinale (enterociti). La quantità giornaliera massima di colesterolo assorbibile è circa 500 mg/die. Dopo che i chilomicroni hanno rilasciato i loro trigliceridi al tessuto adiposo, per azione della lipoproteinlipasi endoteliale, le particelle rimanenti si staccano dalla superficie endoteliale e trasportano il colesterolo esogeno al fegato.
Nel fegato una parte del colesterolo esogeno è eliminata nella bile, sia come acidi biliari che come colesterolo libero. La quantità di colesterolo convertita in sali biliari (normalmente circa 200–400 mg/die) è regolata dalla quantità di sali biliari che sono riassorbiti dall'intestino e ritornano al fegato (circolazione entero-epatica degli acidi biliari).

Una parte maggiore del colesterolo esogeno è invece incorporata, insieme al colesterolo sintetizzato nel fegato (colesterolo endogeno), nelle VLDL (very low density lipoproteins o lipoproteine a densità molto bassa). Le VLDL contengono anche trigliceridi, fosfolipidi e apolipoproteine (principalmente APOB 100).
L'entità della biosintesi epatica di colesterolo endogeno è controllata dalla concentrazione intracellulare di colesterolo, attraverso la regolazione dell'attività dell'enzima idrossimetilglutaril-CoA reduttasi (HMGCoA-reduttasi), che converte l'idrossimetilglutaril-CoA in acido mevalonico, precursore del colesterolo. Una concentrazione intracellulare elevata di colesterolo (come si ha in caso di un apporto elevato di colesterolo esogeno) inibisce l'HMGCoA-reduttasi e di conseguenza inibisce anche la sintesi del colesterolo endogeno. In questo modo il fegato tenta di compensare una eccessiva introduzione di colesterolo con gli alimenti, con la riduzione della propria sintesi di colesterolo endogeno, cercando di mantenere costante la colesterolemia. Questa influenza inversa tra colesterolo esogeno e colesterolo endogeno prende il nome di regolazione a "feedback" negativo. L'altro meccanismo di compenso è rappresentato dalla eliminazione dei sali biliari e del colesterolo nella bile, che aumenta con l'aumentare dell'introito di colesterolo esogeno (meccanismo a "feedback" positivo). Questi meccanismi di compenso non sono però totalmente efficienti, per cui ne risulta che la colesterolemia di solito si modifica entro i limiti del 15% in dipendenza dell'apporto dietetico, benché variazioni estreme di questo possano far variare la colesterolemia sino al 30% del valore iniziale.
Una volta secrete dal fegato, le VLDL subiscono lo stesso catabolismo dei chilomicroni: i trigliceridi sono idrolizzati dalla lipoproteinlipasi endoteliale e vengono liberate le particelle rimanenti o lipoproteine a densità intermedia (IDL). Una parte delle IDL è rimossa dagli epatociti per essere catabolizzata, mentre il 50-90% è convertito in LDL, per azione della lipasi epatica.
Come già visto, le LDL sono le principali lipoproteine deputate al trasporto del colesterolo nel plasma e rappresentano un'importante fonte di colesterolo per i tessuti, in quanto la loro captazione permette alle cellule di utilizzare il colesterolo (dietetico ed epatico) per la sintesi delle membrane cellulari e, per quanto riguarda le ghiandole endocrine, per la sintesi degli ormoni steroidei.
La captazione delle LDL da parte delle cellule avviene ad opera di un recettore specifico, presente sulla superficie cellulare, che lega le LDL e le trasporta all'interno della cellula, con un processo chiamato endocitosi recettore-mediata. Il recettore per le LDL (LDL-R) lega le APOB 100. Il 70% delle LDL circolanti è rimosso dal fegato, il restante dai tessuti periferici.
L'innalzamento dei valori plasmatici delle LDL può determinarsi attraverso due meccanismi fisiopatologici:
- aumento della produzione epatica delle VLDL. Poiché le VLDL sono i precursori delle LDL, un'eccessiva produzione di VLDL comporta necessariamente un aumento delle LDL plasmatiche. In questo caso all'ipercolesterolemia è associata ipertrigliceridemia (iperlipoproteinemia di tipo IIb), in quanto le VLDL trasportano soprattutto i trigliceridi endogeni
- insufficiente rimozione delle LDL dal circolo per deficit dei recettori specifici LDL-R (o raramente per anomalie delle APOB 100, che a tali recettori si legano). In questo caso i trigliceridi sono normali (iperlipoproteinemia di tipo IIa)

## Eziologia
Le ipercolesterolemie possono essere distinte in primitive o secondarie.
Le prime non risultano associate ad altre malattie che possono alterare il metabolismo lipidico, mentre le seconde sono causate da altre affezioni in grado di influenzare il metabolismo delle lipoproteine (cirrosi biliare primitiva, epatopatie con stasi biliare, diabete mellito, ipotiroidismo, sindrome nefrosica, uso prolungato di farmaci come i cortisonici e contraccettivi orali).
Le ipercolesterolemie primitive comprendono: una forma di gran lunga la più frequente (> 85% delle ipercolesterolemie), la ipercolesterolemia poligenica, e meno frequenti forme familiari, fra le quali la più comune è la ipercolesterolemia familiare.

### Ipercolesterolemia poligenica
L'ipercolesterolemia poligenica è una malattia ad eziologia multifattoriale, causata da fattori ambientali (dieta ad alto contenuto di grassi saturi e inattività fisica) che agiscono in presenza di fattori genetici predisponenti; i deficit genetici riguardano probabilmente i meccanismi di feedback, ai quali si è accennato, compromettendo così la capacità dell'organismo di compensare adeguatamente l'eccesso lipidico della dieta. Quando un eccesso di colesterolo alimentare raggiunge il fegato (attraverso le particelle rimanenti dei chilomicroni), gli elevati livelli di colesterolo intracellulare sopprimono la sintesi dei recettori LDL epatici e la conseguente riduzione della captazione delle LDL circolanti causa l'aumento della colesterolemia.
La concentrazione di colesterolo totale è di solito compresa tra 240 e 350 mg/dl.

### Ipercolesterolemia familiare
L'ipercolesterolemia familiare, è conosciuta anche con la denominazione di ipercolesterolemia autosomica dominante di tipo 1 (ADH 1). Si tratta di una malattia a trasmissione autosomico codominante, è associata ad una mutazione del gene che codifica il recettore delle LDL, localizzato sul braccio corto del cromosoma 19.
La forma eterozigote ha una incidenza di 1 caso ogni 500 individui, mentre la forma omozigote è molto più rara (1 caso ogni milione di individui).
I livelli plasmatici di colesterolo totale nel sangue sono circa 275–500 mg/dL negli eterozigoti e >500 mg/dL negli omozigoti; i livelli dei trigliceridi plasmatici sono normali.

## Terapia dell'ipercolesterolemia

### Dieta
La terapia dell'ipercolesterolemia prevede come intervento iniziale e imprescindibile una dieta a basso contenuto di grassi saturi (<7% delle calorie totali) e in particolare di colesterolo (<200 mg giornalieri). Solo nel caso in cui la dieta risultasse inefficace ad ottenere una soddisfacente riduzione della colesterolemia (come molto spesso accade) è prevista la contemporanea assunzione di farmaci, che debbono essere comunque affiancati alla dieta. Alla dieta deve essere affiancato uno stile di vita adeguato, che, secondo le linee guida dell'Adult Treatment Panel, deve comprendere regolare attività fisica, interruzione del fumo e riduzione di peso.
La dieta "Step I" prevede una percentuale di calorie derivate dagli acidi grassi totali <30% dell'introito calorico totale, con 8-10% di calorie derivate dai grassi saturi, 10% o meno dai grassi polinsaturi e 15% da quelli monoinsaturi, mentre i carboidrati dovrebbero costituire almeno il 55% delle calorie totali, con preferenza per i carboidrati complessi, e le proteine il 15%. Il colesterolo non dovrebbe superare 300 mg al giorno. In caso di risultati insoddisfacenti, lo "Step II" prevede ulteriori restrizioni: colesterolo <200 mg al giorno, grassi saturi <7% delle calorie totali.
Anche numerosi composti di derivazione naturale, alcuni classificati come integratori, hanno dimostrato di avere un effetto positivo sul controllo dell'ipercolesterolemia, specie se essa è associata ad altre sindromi metaboliche. Tuttavia attualmente per nessuno di essi si sono raggiunti sufficienti evidenze per raccomandarli per il trattamento della patologia. Tra questi ci sono l'inositolo, estratti di riso rosso (fonte di Monacolina K), carciofo e tarassaco, spirulina, omega-3, glucomannano.
L'Adult Treatment Panel (ATP) ha messo a punto uno schema di terapia preventiva per la cardiopatia ischemica, basato sui valori della colesterolemia LDL associati al rischio globale di sviluppare CHD. Le attuali linee guida ATP III (2001, aggiornate nel 2004) stabiliscono valori soglia per il colesterolo LDL, al di sopra dei quali è opportuno iniziare un trattamento farmacologico, allo scopo di raggiungere i seguenti valori ottimali:
- >190 mg/dl LDL per nessuno o un fattore di rischio. Facoltativo, in base alle caratteristiche globali del paziente, il trattamento in caso di colesterolemia LDL 160–189 mg/dl;
- >160 mg/dl di LDL per 2 o più fattori di rischio, con un rischio di sviluppare un evento cardiovascolare entro 10 anni inferiore al 10%;
- >130 mg/dl di LDL per 2 o più fattori di rischio, con un rischio di sviluppare un evento cardiovascolare entro 10 anni fra 10% e 20%. Facoltativo, in base alle caratteristiche globali del paziente, il trattamento in caso di colesterolemia LDL 100–129 mg/dl;
- > 100 mg/dl di LDL per cardiopatia ischemica o condizioni equivalenti, cioè rischio di sviluppare un evento cardiovascolare entro 10 anni superiore al 20% (es. diabete). Facoltativo, in base alle caratteristiche globali del paziente, il trattamento in caso di colesterolemia LDL <100 mg/dl.

### Farmaci
I principali farmaci indicati per il trattamento dell'ipercolesterolemia comprendono: statine, fibrati, resine a scambio ionico, ezetimibe, probucolo, acido nicotinico(per gli altri farmaci vedi voce Colesterolo).

#### Statine
Le statine sono sicuramente i farmaci più efficaci nel ridurre i livelli plasmatici di colesterolo LDL, mentre risulta relativamente meno efficace la loro azione sulla riduzione dei trigliceridi e sull'incremento delle HDL. L'entità della riduzione della colesterolemia LDL che può essere raggiunta con la terapia a base di statine è strettamente dosaggio-dipendente e può raggiungere il 55% di riduzione agli alti dosaggi di atorvastatina e rosuvastatina. Il meccanismo di azione di questi farmaci consiste nella inibizione competitiva dell'enzima regolatore della sintesi del colesterolo (HMGCoA-reduttasi), con azione di gran lunga prevalente a livello epatico (sede della sintesi endogena del colesterolo). L'inibizione dell'enzima causa una riduzione della concentrazione intracellulare di colesterolo; questa riduzione induce un aumento, sulla superficie cellulare, del numero dei recettori per le LDL. Il risultato è una maggiore captazione di LDL plasmatiche da parte degli epatociti, che provoca la riduzione della colesterolemia.
C'è anche evidenza che le statine inibiscano in qualche misura la sintesi delle VLDL, riducendo in questo modo la trigliceridemia. Inoltre una gran mole di studi sperimentali suggerisce uno spettro nettamente più ampio di azioni, che renderebbero ragione degli ottimi risultati ottenuti con questo tipo di terapia nella riduzione della mortalità e degli eventi ischemici, ictus compreso, anche nei soggetti ad alto rischio (come diabetici o ipertesi) con colesterolemia inferiore a 100 mg/dl. Queste azioni vengono definite come "effetto pleiotropico delle statine" e sembrano, almeno in parte, legate alla inibizione della sintesi degli isoprenoidi, anch'essi derivati dall'HMGCoA. Gli isoprenoidi sono utilizzati dalle cellule per la prenilazione delle proteine, che ne consente l'inserimento nella membrana plasmatica. Un'importante conseguenza è l'inibizione della isoprenilazione delle "small GTP-asi" (o piccole proteine G) e della conseguente inibizione dell'enzima NADP-ossidasi, che comporta una minore produzione di ioni superossido (radicali liberi), probabilmente alla base della presunta azione antinfiammatoria delle statine.
L'insieme di queste azioni avrebbe come effetto la stabilizzazione della placca (per riduzione della sua componente lipidica e infiammatoria) e il miglioramento della funzione endoteliale (per aumento, tra l'altro, della liberazione endoteliale di ossido di azoto). Sebbene studi nell'uomo abbiano attestato l'effetto favorevole delle statine sulla vasodilatazione endotelio-dipendente e sulla placca, si attendono studi che confermino l'importanza clinica di queste azioni.
Gli effetti collaterali più importanti, anche se occorrenti in una bassa percentuale dei casi (<4%), comprendono l'aumento delle transaminasi (indice di danno epatico), di solito transitorio e comunque reversibile con la sospensione della terapia, e soprattutto l'aumento delle creatinchinasi (CPK), indice di danno muscolare; danno che è giunto in alcuni casi fino alla rabdomiolisi e al decesso dei pazienti, come nel caso tristemente famoso della cerivastatina, poi ritirata dal commercio. Per prevenire questi eventi sfavorevoli è perciò opportuno controllare periodicamente sia le transaminasi che, soprattutto, le CPK.
Dei numerosi studi clinici effettuati con le statine non può non essere ricordato, per la mole di pazienti reclutati, lo studio HPS (Heart Protection Study, 2001). In questo trial sono stati esaminati per 5 anni circa 20 000 soggetti ad alto rischio cardiovascolare (diabetici, ipertesi o vasculopatici oppure con pregressa CHD o ictus). La novità principale dello studio è forse da identificare nel fatto che per la prima volta venivano reclutati pazienti con valori di LDL pari o inferiori a 115 mg/dl (circa il 30% dei pazienti), che erano considerati dalle linee guida del momento valori ottimali. Il trattamento con 40 mg di simvastatina ha permesso di ottenere la riduzione di mortalità totale (-12%), mortalità cardiovascolare (-17%), eventi vascolari maggiori (-24%) e ictus ischemico (-27%), in tutti i soggetti trattati, compresi quelli con colesterolemia "normale".
Fra gli studi angiografici si deve segnalare lo studio REGRESS (Regression Growth Evaluation Statin Study, 1995), che ha attestato un rallentamento della progressione delle lesioni aterosclerotiche coronariche, valutate con angiografia, in 885 uomini con coronaropatia e con colesterolemia totale di 155–310 mg/dl, trattati per due anni con 40 mg di pravastatina.

#### Fibrati
I fibrati rappresentano l'altra grande classe di farmaci ipolipidemizzanti, ma la loro efficacia è rivolta principalmente sui trigliceridi e, in misura minore, sulle LDL e sulle HDL. L'azione dei fibrati è anche rivolta, almeno in parte, alla modulazione dei geni che codificano le lipoproteine. Infatti, i fibrati attivano fattori di trascrizione (fattori che controllano l'attività dei geni) appartenenti alla superfamiglia dei recettori nucleari degli ormoni, chiamati PPAR (Peroxisome Proliferator-Activated Receptors). I fibrati inibiscono la sintesi e stimolano il catabolismo delle VLDL, con il risultato di una notevole riduzione della trigliceridemia e di una minore diminuzione della colesterolemia. In particolare, attraverso PPAR viene inibita la sintesi dei trigliceridi endogeni, mentre viene stimolata la sintesi della lipoproteinlipasi (l'enzima che catabolizza le VLDL, trasformandole in IDL). L'attivazione di PPAR-alfa media l'azione dei fibrati sulle HDL, in quanto induce la sintesi delle principali apolipoproteine delle HDL (APOA-I e APOA-II). Per la loro azione prevalente sui trigliceridi, i fibrati sono indicati soprattutto per il trattamento delle ipertrigliceridemie isolate e per le forme combinate di ipertrigliceridemia e ipercolesterolemia. La riduzione dei trigliceridi è di circa 20-50%, mentre la riduzione delle LDL di solito non va oltre il 25% e l'aumento delle HDL del 10-25%. In studi di prevenzione primaria e secondaria il gemfibrozil ha ridotto gli eventi coronarici.

#### Resine a scambio ionico
Le resine a scambio ionico sono usate meno frequentemente rispetto ai farmaci precedenti e di solito in associazione con questi. Le resine non vengono assorbite dall'intestino, cosicché la loro azione si esplica esclusivamente nel lume intestinale, dove legano i sali biliari e ne riducono drasticamente il riassorbimento. Ciò compromette il normale ricircolo entero-epatico dei sali biliari e gli epatociti rispondono a questo deficit aumentando la quantità di colesterolo che viene convertito in acidi bilari; attraverso questo meccanismo si ottiene la riduzione della colesterolemia del 15-30% circa.

#### Ezetimibe
Di più recente introduzione, l'ezetimibe, farmaco ipolipidemizzante, attivo per via orale, inibitore dell'assorbimento intestinale del colesterolo, primo di una nuova e interessante classe di farmaci. Il suo meccanismo di azione consiste nella inibizione della proteina Niemann-Pick C1-like, che trasporta il colesterolo dal lume intestinale nell'enterocita, modulando in tal modo l'assorbimento del colesterolo biliare e alimentare, nonché dei fitosteroli correlati. L'ezetimibe è in commercio solo come associazione precostituita con la simvastatina, ma ha dimostrato benefici clinici anche quando impiegato da solo o in associazione ad altre statine.